# 新田橋 (福島県)
新田橋（にいだはし）は、福島県南相馬市原町区にある道路橋である。

## 概要
- 全長：119.8m
  - 主径間：28.9m
- 幅員：6.0（12.0）m
- 形式：4径間PC連結ポステンバルブT桁橋
- 施工：ピーエス三菱
- 竣工：2016年1月

原町市街地北部にて二級水系新田川を渡り、福島県道120号浪江鹿島線を通す。南詰は原町区小川町、北詰は原町区上高平字中里に位置する。当橋梁の直上流にて支流の境堀川が、直下流にて支流の水無川が合流する。現在の橋梁は2016年に市町村合併支援道路整備事業により建設されたものである。総工費は8億1400万円。橋上は上下対向2車線で供用されており、両側に幅2.5mの歩道が整備されている。橋北側には福島交通新田橋バス停が設置されている。

## 沿革
- 1887年10月 - 全長109m、幅員4.5mの陸前浜街道の木橋として建設される[2]。
- 1892年10月 - 全長109m、幅員5.4mの木橋として建設される[3]。
- 1917年1月 - 全長110m、幅員4.7mの木橋として建設される[4]。
- 1955年 - 全長107m、幅員6.8mの国道6号の永久橋として建設される[5]。
- 1965年8月 - 下流に国道6号新桜井橋が架けられ[6]、当路線が国道から県道へ移管される。
- 2016年1月 - 旧橋梁の幅員狭小、老朽化対策として現在の橋梁が建設される。

## 周辺
- JR常磐線新田川橋梁 - 一つ下流の橋梁である。